# Филя (село)
Филя́ — село в Магарамкентском районе Дагестана.
Образует сельское поселение село Филя как единственный населённый пункт в его составе.

## География
Расположено в 15 км к северо-востоку от районного центра села Магарамкент, на левом берегу реки Самур, на границе с Азербайджаном.

## История
Переселенческий посёлок Новое Филя (Ново-Филя) основан в 1969 году для переселения жителей высокогорного села Верхняя Филя на равнину.

## Население
| 1970  | 1989  | 2002  | 2010  | 2012  | 2013  | 2014  |
| ----- | ----- | ----- | ----- | ----- | ----- | ----- |
| 882   | ↗1067 | ↗2757 | ↘2402 | ↗2427 | ↘2419 | ↘2398 |
| 2015  | 2016  | 2017  | 2018  | 2019  | 2020  | 2021  |
| ↗2407 | ↘2402 | ↘2391 | ↗2393 | ↘2381 | ↗2384 | ↗2471 |
| 2023  | 2024  | 2025  |       |       |       |       |
| ↘2464 | ↘2425 | ↘2407 |       |       |       |       |